# Ростовський провулок (Київ)
Росто́вський прову́лок — зниклий провулок Києва, що існував у Подільському районі Києва, місцевості Кинь-Ґрусть, Селище Шевченка. Пролягав від вулиці Сошенка до Пуща-Водицького провулку.

## Історія
Виник в середині ХХ століття, мав назву 892-а Нова вулиця. Назву Ростовський провулок отримав у 1950-х роках. 
Ліквідований у 1980-х роках, фактично приєднаний до Ростовської вулиці, нині — провулок без назви.